# Кенедејл (Тексас)
Кенедејл (енгл. Kennedale) град је у америчкој савезној држави Тексас. По попису становништва из 2010. у њему је живело 6.763 становника.

## Демографија
Према попису становништва из 2010. у граду је живело 6.763 становника, што је 913 (15,6%) становника више него 2000. године.
| Група             | 2000.         | 2010.         |
| Белци             | 4.901 (83,8%) | 4.975 (73,6%) |
| Афроамериканци    | 202 (3,5%)    | 490 (7,2%)    |
| Азијати           | 57 (1,0%)     | 240 (3,5%)    |
| Хиспаноамериканци | 580 (9,9%)    | 905 (13,4%)   |
| Укупно            | 5.850         | 6.763         |